# Алетта Оушен
Алетта Оушен (англ. Aletta Ocean, настоящее имя Дора Варга (венг. Varga Dóra), род. 14 декабря 1987, Будапешт) — венгерская порноактриса и модель.

## Биография
Алетта начала карьеру модели в 2006 году после того, как вышла в финал конкурса красоты «Мисс Венгрия» и вошла в Топ-6. В порнофильмах начала сниматься в 2007 году в качестве дополнительного заработка. Через полгода, окончив обучение в университете, ушла в порноиндустрию в качестве основного занятия. Прошла через большое количество пластических операций.
Снималась для венгерских версий журналов Penthouse и Playboy.
В сентябре 2010 года был выпущен её именной Fleshlight.
По данным на 2022 год снялась в 822 порнофильмах, сценах и компиляциях.

## Личная жизнь
Попеременно проживает в Будапеште и США. Есть домашний ручной питон по кличке Кристоф.

## Премии и номинации
| Год  | Премия      | Номинация                               | Итог      |
| ---- | ----------- | --------------------------------------- | --------- |
| 2010 | AVN Awards  | Лучшая иностранная исполнительница года | Победа    |
| 2010 | AVN Awards  | Лучшая секс-сцена в зарубежном фильме   | Победа    |
| 2011 | AVN Awards  | Лучшая сцена с двойным проникновением   | Номинация |
| 2011 | XBIZ Awards | Лучшая иностранная исполнительница года | Номинация |
| 2012 | AVN Awards  | Лучшая иностранная исполнительница года | Номинация |
| 2012 | XBIZ Awards | Лучшая иностранная исполнительница года | Номинация |
| 2013 | AVN Awards  | Лучшая иностранная исполнительница года | Номинация |
| 2013 | XBIZ Awards | Лучшая иностранная исполнительница года | Номинация |
| 2017 | XBIZ Awards | Лучшая иностранная исполнительница года | Номинация |